# Trilho Picatinny

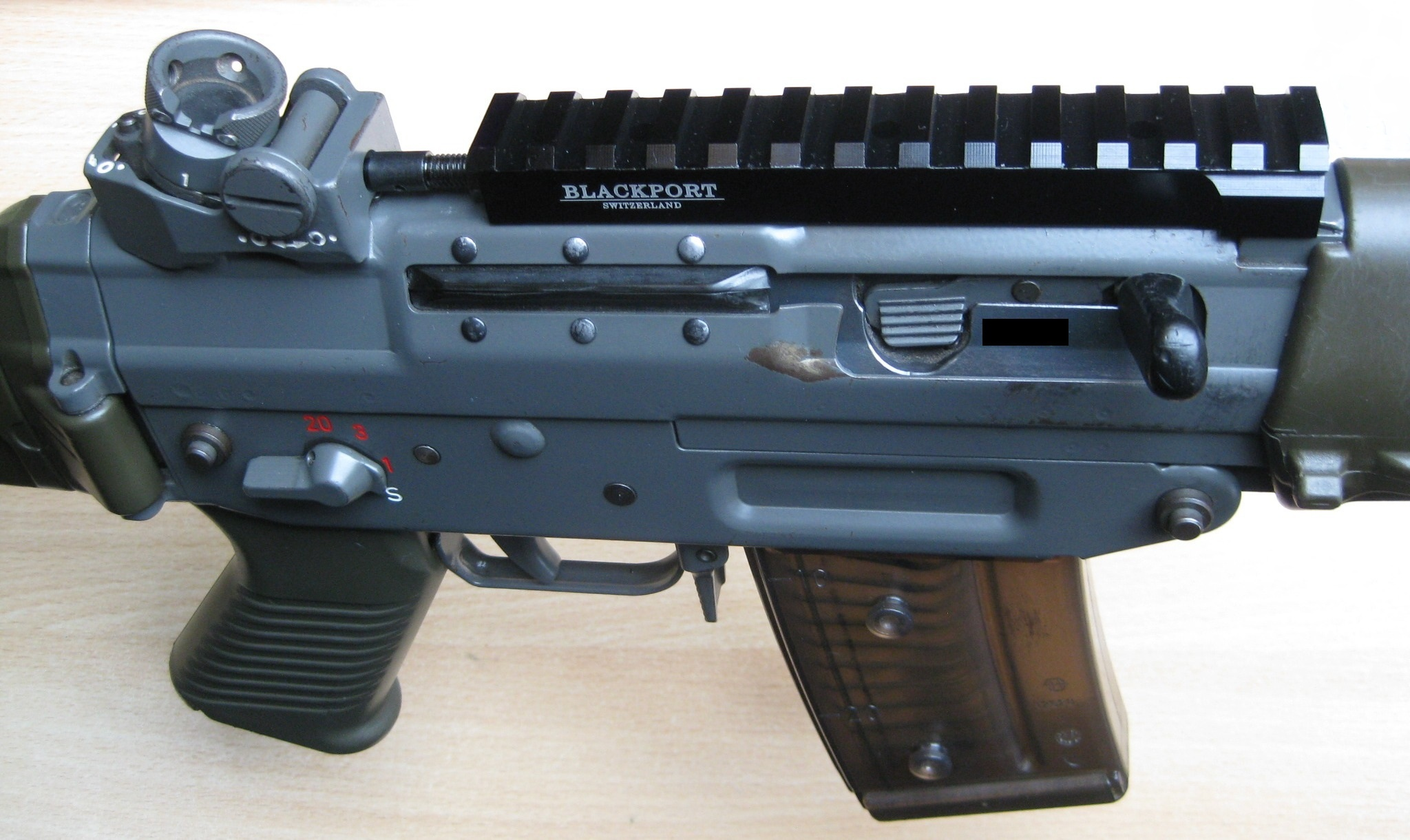
Close de um trilho Picatinny.

O trilho Picatinny, ou trilho Pic, também conhecido como trilho MIL-STD-1913 ou ainda trilho STANAG 2324 (cancelado), é um sistema de interface de trilho padrão militar que fornece uma plataforma de montagem para acessórios para armas de fogo. Foi originalmente usado para montar miras telescópicas em cima das caixas de culatra de rifles de calibre maior. Uma vez estabelecido, seu uso se expandiu para também anexar outros acessórios, como: miras de ferro, lanternas táticas, módulos de mira laser, dispositivos de visão noturna, miras reflex, guarda-mão, bipés, bandoleiras e baionetas.
Devido aos muitos usos, os trilhos Picatinny e seus acessórios substituíram as miras de ferro no design de muitas armas de fogo e também estão na parte inferior de armações e empunhaduras de pistolas semiautomáticas. Sua utilidade os levou a serem usados também em paintball e airsoft.